# Кимпу-луй-Няг
Кимпу-луй-Няг (рум. Câmpu lui Neag) — село у повіті Хунедоара в Румунії. Адміністративно підпорядковане місту Урікань.
Село розташоване на відстані 259 км на північний захід від Бухареста, 64 км на південь від Деви, 149 км на схід від Тімішоари, 124 км на північний захід від Крайови.

## Населення
За даними перепису населення 2002 року у селі проживали 567 осіб.
Національний склад населення села:
| Національність | Кількість осіб | Відсоток |
| -------------- | -------------- | -------- |
| румуни         | 535            | 94,4%    |
| угорці         | 28             | 4,9%     |

Рідною мовою назвали:
| Мова      | Кількість осіб | Відсоток |
| --------- | -------------- | -------- |
| румунська | 547            | 96,5%    |
| угорська  | 18             | 3,2%     |